# Truyền thông Singapore
Truyền thông Singapore là các phương tiện truyền thông đại chúng hiện diện tại quốc gia này thông qua các kênh phát sóng, xuất bản, và mạng Internet. Truyền thông Singapore được xem là bị chính quyền kiểm soát chặt chẽ. Bao gồm các lĩnh vực xuất bản, in ấn, truyền phát sóng, phim ảnh, âm nhạc, và các phân khúc truyền thông số và công nghệ thông tin, ngành công nghiệp truyền thông tại Singapore có sự tham gia hoạt động của 38.000 người, đóng góp 1,56% tổng sản phẩm quốc nội (GDP) của Singapore năm 2001 với doanh thu thường niên là 10 tỉ đô la Singapore. Ngành công nghiệp này tăng trưởng với tốc độ trung bình 7.7% mỗi năm trong giai đoạn 1990 - 2000, chính quyền sở tại tìm cách nâng giá trị đóng góp cho GDP của ngành này lên 3% trước năm 2012.

## Quy định
Bộ Thông tin, Truyền thông và Nghệ thuật là cơ quan chịu trách nhiệm ban hành và tiến hành các quy định về nội dung các sản phẩm truyền thông. Cơ quan này cũng là nơi cấp phép cho văn hóa phẩm sản xuất tại ngoại quốc được nhập khẩu vào Singapore. Trên phương diện chính trị, kiểm duyệt thường kỳ và có hệ thống lên toàn bộ sản phẩm truyền thông ở tất cả các loại hình để giới hạn những chỉ trích lên chính quyền. Xuất bản phẩm bị quy là kích động thù hằn chủng tộc và tôn giáo bị cấm, và những sản phẩm truyền thông chủ trương gia đình và lối sống phi truyền thống sẽ bị tách lọc.
Năm 2015, tổ chức Phóng viên không biên giới xếp Singapore hạng 153 trên 180 quốc gia tại bảng xếp hạng Chỉ số tự do báo chí, khiến nước này đứng hạng thấp nhất trong số các nền kinh tế phát triển dựa theo Chỉ số phát triển con người.
Hầu hết truyền thông nội địa chịu sự quản lý trực tiếp hoặc gián tiếp từ phía chính quyền qua việc nắm giữ cổ phần của các đơn vị truyền thông từ tập đoàn đầu tư nhà nước Temasek Holdings, thường được nhận định là làm theo chỉ thị của chính quyền. Bài viết Disneyland với án tử hình (tiếng Anh: Disneyland with the Death Penalty) của tác giả William Gibson mô tả nền báo chí Singapore là "cơ quan thiết yếu của nhà nước", trong khi nhà khoa học chính trị và cũng là chính trị gia đối lập James Gomez nghiên cứu vai trò của tự kiểm duyệt trong việc giới hạn quyền bày tỏ ở Singapore.
Năm 2011, 56% trong số 1092 phản hồi từ chương trình khảo sát qua điện thoại tán thành quan điểm rằng "chính quyền đã kiếm soát quá nhiều lên báo chí và truyền hình", và 48% cảm thấy "báo chí và truyền hình thiên vị khi đưa tin chính trị, chính đảng và bầu cử ở Singapore".

## Phát thanh và truyền hình
| Đài truyền hình     | Tầng số             | Nơi phát            | Chuyển tiếp         | Đơn vị cung cấp             | Phạm vi             | Quốc gia            |
| Trong nước (7 kênh) | Trong nước (7 kênh) | Trong nước (7 kênh) | Trong nước (7 kênh) | Trong nước (7 kênh)         | Trong nước (7 kênh) | Trong nước (7 kênh) |
| ------------------- | ------------------- | ------------------- | ------------------- | --------------------------- | ------------------- | ------------------- |
| Channel 5           | 5 VHF               | Bukit Batok         | 20 kW/120 kW ERP    | MediaCorp TV                | Quốc gia            | Singapore           |
| Channel 8           | 8 VHF               | Bukit Batok         | 20 kW/120 kW ERP    | MediaCorp TV                | Quốc gia            | Singapore           |
| Channel U           | 28 UHF              | Bukit Batok         | 20 kW/120 kW ERP    | MediaCorp TV                | Quốc gia            | Singapore           |
| Channel NewsAsia    | 32 UHF              | Bukit Batok         | 20 kW/120 kW ERP    | MediaCorp News              | Quốc gia            | Singapore           |
| Suria               | 12 VHF              | Bukit Batok         | 20 kW/120 kW ERP    | MediaCorp TV12              | Quốc gia            | Singapore           |
| Okto                | 30 UHF              | Bukit Batok         | 20 kW/120 kW ERP    | MediaCorp TV12              | Quốc gia            | Singapore           |
| Vasantham           | 24 UHF              | Bukit Batok         | 20 kW/120 kW ERP    | MediaCorp TV12              | Quốc gia            | Singapore           |
| Quốc tế (21 kênh)   |                     |                     |                     |                             |                     |                     |
| TVRI                | 6 VHF               | Sekupang            | 20 kW/120 kW ERP    | Televisi Republik Indonesia | Toàn cầu            | Indonesia           |
| RCTI                | 43 UHF              | Nagoya              | 20 kW               | Media Nusantara Citra       | Toàn cầu            | Indonesia           |
| MNCTV               | 41 UHF              | Nagoya              | 20 kW               | Media Nusantara Citra       | Toàn cầu            | Indonesia           |
| Global TV           | 59 UHF              | Nagoya              | 20 kW               | Media Nusantara Citra       | Toàn cầu            | Indonesia           |
| iNews TV            | 61 UHF              | Nagoya              | 20 kW               | Media Nusantara Citra       | Toàn cầu            | Indonesia           |
| SCTV                | 47 UHF              | Nagoya              | 20 kW               | Surya Citra Media           | Toàn cầu            | Indonesia           |
| Indosiar            | 49 UHF              | Nagoya              | 20 kW               | Surya Citra Media           | Toàn cầu            | Indonesia           |
| antv                | 53 UHF              | Nagoya              | 20 kW               | Visi Media Asia             | Toàn cầu            | Indonesia           |
| tvOne               | 27 UHF              | Nagoya              | 20 kW               | Visi Media Asia             | Toàn cầu            | Indonesia           |
| MetroTV             | 25 UHF              | Nagoya              | 20 kW               | Media Group                 | Toàn cầu            | Indonesia           |
| Trans TV            | 45 UHF              | Nagoya              | 20 kW               | Trans Corp                  | Toàn cầu            | Indonesia           |
| Trans7              | 57 UHF              | Nagoya              | 20 kW               | Trans Corp                  | Toàn cầu            | Indonesia           |
| RTV                 | 55 UHF              | Nagoya              | 20 kW               | Rajawali Corpora            | Toàn cầu            | Indonesia           |
| Batam TV            | 51 UHF              | Nagoya              | 20 kW               | Jawa Pos Group              | Toàn cầu            | Indonesia           |
| NET.                | 39 UHF              | Nagoya              | 20 kW               | Indika Group                | Toàn cầu            | Indonesia           |
| TV1                 | 3 VHF               | Gunung Pulai        | 20 kW/100 kW ERP    | Radio Televisyen Malaysia   | Toàn cầu            | Malaysia            |
| TV2                 | 10 VHF              | Gunung Pulai        | 20 kW/100 kW ERP    | Radio Televisyen Malaysia   | Toàn cầu            | Malaysia            |
| TV3                 | 26 UHF              | Gunung Pulai        | 20 kW               | Media Prima Berhad          | Toàn cầu            | Malaysia            |
| ntv7                | 42 UHF              | Gunung Pulai        | 20 kW               | Media Prima Berhad          | Toàn cầu            | Malaysia            |
| 8TV                 | 46 UHF              | Gunung Pulai        | 20 kW               | Media Prima Berhad          | Toàn cầu            | Malaysia            |
| TV9                 | 44 UHF              | Gunung Pulai        | 20 kW               | Media Prima Berhad          | Toàn cầu            | Malaysia            |

Tập đoàn truyền thông nhà nước MediaCorp sở hữu và vận hành tất cả bảy kênh truyền hình mặt đất đại chúng tại địa phương và 14 kênh phát thanh được cấp phép phát sóng trên lãnh thổ Singapore. Tất cả đài phát thanh và truyền hình tại Singapore đều do các pháp nhân thuộc chính phủ sở hữu. Phần nhiều đài phát thanh do MediaCorp vận hành ngoại trừ bốn đài, do SAFRA Radio (hợp tác giữa Lực lượng vũ trang Singapore) và SPH UnionWorks thực hiện. BBC Far Eastern Relay Station là đài phát thanh duy nhất tại Singapore hoàn toàn không chịu sự kiểm soát của chính quyền, chuyên phát các chương trình của Thế giới vụ Đài BBC (BBC World Service) vào khu vực nội địa trên sóng FM.
Sở hữu tư nhân đầu thu truyền hình vệ tinh bị cấm tại Singapore.

## Báo chí
Theo Đạo luật Báo chí và In ấn năm 1974:
No person shall print or publish or assist in the printing or publishing of any newspaper in Singapore unless the chief editor or the proprietor of the newspaper has previously obtained a permit granted by the Minister authorising the publication thereof, which permit the Minister may in his discretion grant, refuse or revoke, or grant subject to conditions to be endorsed thereon.— Newspaper and Printing Presses Act of 1974, Cap. 206, Sec. 21. —(1)

tạm dịch:
Không cá nhân nào được phép in ấn hoặc xuất bản hoặc hỗ trợ in ấn hoặc xuất bản báo chí tại Singapore nếu tổng biên tập hoặc chủ báo trước đó không có được giấy phép do Bộ trưởng cấp cho phép việc xuất bản mà, cho phép Bộ trưởng có thể tùy ý, từ chối hoặc thu hồi, hoặc theo đó mà cấp phép có điều kiện.— Đạo luật Báo chí và In ấn năm 1974, Chương 206, Mục 21. —(1)

Mục 10 trong Đạo luật này cho phép Bộ trưởng quyền bổ nhiệm cổ đông quản trị của tất cả các công ty phát hành báo chí và kiểm soát bất cứ việc chuyển nhượng cổ phần quản trị (tiếng Anh: management share). Mục này cũng chỉ rõ cổ phiếu quản trị có giá trị quy đổi bằng 200 cổ phiếu phổ thông cho "bất kỳ nghị quyết nào liên quan đến việc bổ nhiệm hoặc sa thải giám độc hoặc bất cứ nhân viên nào của công ty phát hành báo", và số lượng cổ phiếu quản trị phải bằng hoặc ít nhất là 1% cổ phiếu phổ thông. Điều này khiến các cổ đông quản trị, được chính quyền ủy nhiệm, chiếm ít nhất 66% trong các quyết định của ban điều hành báo.
Ngành in ấn phần lớn được kiểm soát bởi Singapore Press Holdings (SPH), đơn vị ấn hành tờ nhật báo Anh ngữ, The Straits Times. Ngoại trừ tờ TODAY do MediaCorp sở hữu, SPH xuất bản tất cả nhật báo của Singapore. Bản điện báo ngoại giao của Mỹ được WikiLeaks tung ra dẫn lời Thái Chấn Phong (蔡振峰, Chua Chin Hon), trưởng văn phòng đại diện tờ the Straits Times' tại Mỹ, nói rằng "các biên tập viên [của tờ báo] đã được chuẩn bị để trở thành những người ủng hộ chính quyền và phải cân nhắc để đảm bảo việc đưa tin quốc nội phải theo sát quan điểm chính thức", và rằng "chính quyền tạo áp lực đáng kể lên các biên tập viên của tờ ST để các bài báo bám sát quan điểm nhà nước".
Đến thời điểm năm 2008, Singapore có 16 tờ báo đang được phát hành. Các ấn bản nhật báo được thể hiện bằng tiếng Anh, tiếng Hoa, tiếng Mã Lai và tiếng Tamil.
Báo chí nước ngoài cũng phải qua kiểm duyệt nếu muốn nhập khẩu vào Singapore, đặc biệt các tờ có truyền tải nội dung chính trị nhạy cảm. Cũng vậy, theo một thỏa thuân đối ứng, tờ báo New Straits Times của Malaysia không được bán ở Singapore, còn tờ Straits Times của Singapore cũng không được bán ở Malaysia.